# Acianthera
Genre
Classification phylogénétique
Acianthera est un genre de la famille des Orchidaceae. Il était autrefois rattaché au genre Pleurothallis.

## Synonymes
- Centranthera Scheidw. in Otto & Dietr. Allg. Gartenz. x. (1842)
- Pleurothallis subg. Acianthera (Scheidw.) Luer, Monogr. Syst. Bot. Missouri Bot. Gard. 20: 12 (1986)

## Répartition
Amérique du sud, principalement au Brésil.

## Liste partielle d'espèces
Liste partielle d'espèces 
1. Acianthera acuminatipetala (A.Samp.) Luer, Monogr. Syst. Bot. Missouri Bot. Gard. 95: 253. 2004
2. Acianthera adamantinensis (Brade) F.Barros, Bradea 8(43): 294 (2002).
3. Acianthera adiri (Brade) Pridgeon & M.W.Chase, Lindleyana 16(4): 241 (2001).
4. Acianthera agathophylla (Rchb.f.) Pridgeon & M.W.Chase, Lindleyana 16(4): 241 (2001).
5. Acianthera alborosea (Kraenzl.) Luer, Monogr. Syst. Bot. Missouri Bot. Gard. 95: 253. 2004
6. Acianthera aphthosa (Lindley) Pridgeon & M.W.Chase, Lindleyana 16(4): 242 (2001).
7. Acianthera aurantiolateritia (Speg.) Pridgeon & M.W.Chase, Lindleyana 16(4): 242 (2001).
8. Acianthera aveniformis (Hoehne) C.N.Gonç. & Waechter, Hoehnea 31: 114 (2004).
9. Acianthera bicarinata (Lindley) Pridgeon & M.W.Chase, Lindleyana 16(4): 242 (2001).
10. Acianthera bicornuta (Barb.Rodr.) Pridgeon & M.W.Chase, Lindleyana 16(4): 242 (2001).
11. Acianthera bidentula (Barb.Rodr.) Pridgeon & M.W.Chase, Lindleyana 16(4): 242 (2001).
12. Acianthera binotii (Regel) Pridgeon & M.W.Chase, Lindleyana 16(4): 242 (2001).
13. Acianthera bohnkiana Campacci & Baptista, (2004).
14. Acianthera brachiloba (Hoehne) Pridgeon & M.W.Chase, Lindleyana 16(4): 242 (2001).
15. Acianthera capanemae (Barb.Rodr.) Pridgeon & M.W.Chase, Lindleyana 16(4): 242 (2001).
16. Acianthera caparaoensis (Brade) Pridgeon & M.W.Chase, Lindleyana 16(4): 242 (2001).
17. Acianthera casapensis (Lindley) Pridgeon & M.W.Chase, Lindleyana 16(4): 242 (2001).
18. Acianthera consimilis (Ames) Pridgeon & M.W.Chase, Lindleyana 16(4): 243 (2001).
19. Acianthera crinita (Barb.Rodr.) Pridgeon & M.W.Chase, Lindleyana 16(4): 243 (2001).
20. Acianthera cristata (Barb.Rodr.) Luer, Monogr. Syst. Bot. Missouri Bot. Gard. 95: 253. 2004
21. Acianthera cryptophoranthoides (Loefgr.) F.Barros, Hoehnea 30(3): 185. 2003 [30 Dec. 2003]
22. Acianthera discophylla (Luer & Carnevali) Luer, Monogr. Syst. Bot. Missouri Bot. Gard. 95: 253. 2004
23. Acianthera duartei (Hoehne) Pridgeon & M.W.Chase, Lindleyana 16(4): 243 (2001).
24. Acianthera exarticulata (Barb.Rodr.) Pridgeon & M.W.Chase, Lindleyana 16(4): 243 (2001).
25. Acianthera fabiobarrosii (Borba & Semir) F.Barros & F.Pinheiro, Bradea 8(48): 329 (2002).
26. Acianthera fockei (Lindley) Pridgeon & M.W.Chase, Lindleyana 16(4): 243 (2001).
27. Acianthera glanduligera (Lindley) Luer, Monogr. Syst. Bot. Missouri Bot. Gard. 95: 253. 2004
28. Acianthera glumacea (Lindley) Pridgeon & M.W.Chase, Lindleyana 16(4): 243 (2001).
29. Acianthera gracilisepala (Brade) Luer, Monogr. Syst. Bot. Missouri Bot. Gard. 95: 253. 2004
30. Acianthera guimaraensii (Brade) F.Barros, Bradea 8(43): 294 (2002).
31. Acianthera heliconiscapa (Hoehne) F.Barros, Bradea 8(43): 294 (2002).
32. Acianthera heringeri (Hoehne) F.Barros, Hoehnea 30(3): 185. 2003
33. Acianthera hoffmannseggiana (Rchb.f.) F.Barros, Hoehnea 30(3): 186. 2003
34. Acianthera johannensis (Barb.Rodr.) Pridgeon & M.W.Chase, Lindleyana 16(4): 244 (2001).
35. Acianthera klotzschiana (Rchb.f.) Pridgeon & M.W.Chase, Lindleyana 16(4): 244 (2001).
36. Acianthera lanceana (G.Lodd.) Pridgeon & M.W.Chase, Lindleyana 16(4): 244 (2001).
37. Acianthera leptotifolia (Barb.Rodr.) Pridgeon & M.W.Chase, Lindleyana 16(4): 244 (2001).
38. Acianthera limae (Porto & Brade) Pridgeon & M.W.Chase, Lindleyana 16(4): 244 (2001).
39. Acianthera luteola (Lindley) Pridgeon & M.W.Chase, Lindleyana 16(4): 244 (2001).
40. Acianthera macropoda (Barb.Rodr.) Pridgeon & M.W.Chase, Lindleyana 16(4): 244 (2001).
41. Acianthera macuconensis (Barb.Rodr.) F.Barros, Hoehnea 30(3): 186. 2003
42. Acianthera magalhanesii (Pabst) F.Barros, Hoehnea 30(3): 186. 2003
43. Acianthera malachantha (Rchb.f.) Pridgeon & M.W.Chase, Lindleyana 16(4): 244 (2001).
44. Acianthera marumbyana (Garay) Luer, Monogr. Syst. Bot. Missouri Bot. Gard. 95: 254. 2004
45. Acianthera melachila (Barb.Rodr.) Luer, Monogr. Syst. Bot. Missouri Bot. Gard. 95: 254. 2004
46. Acianthera micrantha (Barb.Rodr.) Pridgeon & M.W.Chase, Lindleyana 16(4): 244 (2001).
47. Acianthera miqueliana (H.Focke) Pridgeon & M.W.Chase, Lindleyana 16(4): 244 (2001).
48. Acianthera modestissima (Rchb.f. & Warm.) Pridgeon & M.W.Chase, Lindleyana 16(4): 244 (2001).
49. Acianthera murexoidea (Pabst) Pridgeon & M.W.Chase, Lindleyana 16(4): 245 (2001).
50. Acianthera muscicola (Barb.Rodr.) Pridgeon & M.W.Chase, Lindleyana 16(4): 245 (2001).
51. Acianthera nemorosa (Barb.Rodr.) F.Barros, Hoehnea 30(3): 186. 2003
52. Acianthera ochreata (Lindley) Pridgeon & M.W.Chase, Lindleyana 16(4): 245 (2001).
53. Acianthera oligantha (Barb.Rodr.) F.Barros, Hoehnea 30(3): 186. 2003
54. Acianthera panduripetala (Barb.Rodr.) Pridgeon & M.W.Chase, Lindleyana 16(4): 245 (2001).
55. Acianthera papillosa (Lindley) Pridgeon & M.W.Chase, Lindleyana 16(4): 245 (2001).
56. Acianthera parahybunensis (Barb.Rodr.) Luer, Monogr. Syst. Bot. Missouri Bot. Gard. 95: 254. 2004
57. Acianthera pardipes (Rchb.f.) Pridgeon & M.W.Chase, Lindleyana 16(4): 245 (2001).
58. Acianthera pavimentata (Rchb.f.) Pridgeon & M.W.Chase, Lindleyana 16(4): 245 (2001).
59. Acianthera pectinata (Lindley) Pridgeon & M.W.Chase, Lindleyana 16(4): 245 (2001).
60. Acianthera prolifera (Herb. ex Lindley) Pridgeon & M.W.Chase,  Lindleyana 16(4): 245 (2001).
61. Acianthera pubescens (Lindley) Pridgeon & M.W.Chase, Lindleyana 16(4): 245 (2001).
62. Acianthera ramosa (Barb.Rodr.) F.Barros, Hoehnea 30(3): 186. 2003
63. Acianthera recurva (Lindley) Pridgeon & M.W.Chase, Lindleyana 16(4): 246 (2001).
64. Acianthera renipetala (Barb.Rodr.) Luer, Monogr. Syst. Bot. Missouri Bot. Gard. 95: 254. 2004
65. Acianthera rodriguesii (Cogn.) Pridgeon & M.W.Chase, Lindleyana 16(4): 246 (2001).
66. Acianthera rostellata (Barb.Rodr.) Luer, Monogr. Syst. Bot. Missouri Bot. Gard. 95: 254. 2004
67. Acianthera saundersiana (Rchb.f.) Pridgeon & M.W.Chase, Lindleyana 16(4): 246 (2001).
68. Acianthera saurocephala (G.Lodd.) Pridgeon & M.W.Chase, Lindleyana 16(4): 246 (2001).
69. Acianthera serpentula (Barb.Rodr.) F.Barros, Hoehnea 30(3): 187. 2003
70. Acianthera serrulatipetala (Barb.Rodr.) Pridgeon & M.W.Chase, Lindleyana 16(4): 246 (2001).
71. Acianthera silvae (Luer & Toscano) Luer, Monogr. Syst. Bot. Missouri Bot. Gard. 95: 254. 2004
72. Acianthera sonderiana (Rchb.f.) Pridgeon & M.W.Chase, Lindleyana 16(4): 246 (2001).
73. Acianthera spilantha (Babr.Rodr.) Luer, Monogr. Syst. Bot. Missouri Bot. Gard. 112: 120 (2007).
74. Acianthera strupifolia (Lindley) Pridgeon & M.W.Chase, Lindleyana 16(4): 246 (2001).
75. Acianthera teres (Lindley) Luer, Monogr. Syst. Bot. Missouri Bot. Gard. 95: 254. 2004
76. Acianthera translucida (Barb.Rodr.) Luer, Monogr. Syst. Bot. Missouri Bot. Gard. 95: 254. 2004
77. Acianthera tricarinata (Poepp. & Endl.) Pridgeon & M.W.Chase, Lindleyana 16(4): 246 (2001).
78. Acianthera tristis (Barb.Rodr.) Pridgeon & M.W.Chase, Lindleyana 16(4): 246 (2001).
79. Acianthera violaceomaculata (Hoehne) Pridgeon & M.W.Chase, Lindleyana 16(4): 246 (2001).
80. Acianthera wageneriana (Klotzsch) Pridgeon & M.W.Chase, Lindleyana 16(4): 247 (2001).
81. Acianthera welsiae-windischiae (Pabst) Pridgeon & M.W.Chase, Lindleyana 16(4): 247 (2001).
82. Acianthera yauaperyensis (Barb.Rodr.) Pridgeon & M.W.Chase, Lindleyana 16(4): 247 (2001).